# Castrisme
El castrisme és el període històric i el moviment polític de Cuba després del triomf de la Revolució de 1959 i, per extensió, la ideologia marxista i d'arrel antiimperialista esbossada per Fidel Castro al llarg de la seva vida, donant forma així a una interpretació llatinoamericana del marxisme-leninisme basada en la praxis revolucionària i el manteniment del poder popular.

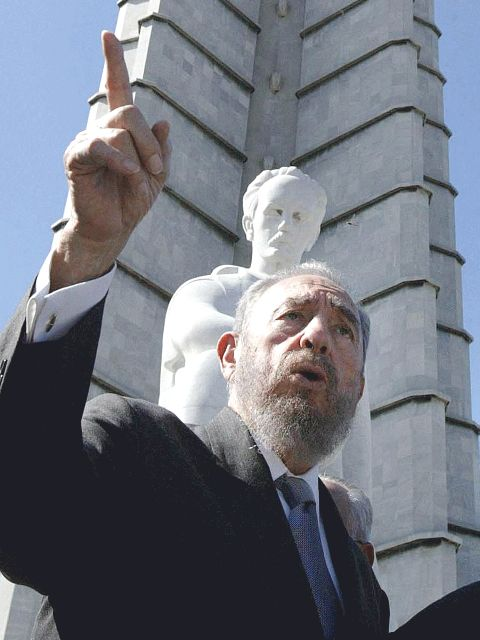
Fidel Castro el 2002 davant de l'estàtua de José Martí, conegut com l'apòstol de la lluita cubana per la independència

## Característiques
El castrisme està bàsicament influenciat pel marxisme (amb les contribucions de Friedrich Engels), reconeixent també l'influx dels escrits del més destacat lluitador per la independència cubana, José Martí. Encara que Castro va ser un íntim amic de Che Guevara, des dels seus dies en el Moviment 26 de juliol a Sierra Maestra, el castrisme en si té algunes diferències amb el guevarisme. El primer tendeix a ser més pragmàtic (com, per exemple, en la relació entre Fidel Castro i els aleshores dirigents soviètics Nikita Khrusxov i Leonid Bréjnev), davant del voluntarisme de l'intempestiu guerriller cubano-argentí.
La principal línia històrica del castrisme ha estat la pràctica (més que la teoria) resultant de l'establiment i consolidació un govern comunista a Cuba, a més de la promoció de la solidaritat llatinoamericana des d'una òptica marxista. Una de les característiques duals més interessants del castrisme és que combina un ferri nacionalisme (enfront de la tradició imperial dels Estats Units) amb una actitud internacionalista, en particular respecte de les relacions de Cuba amb altres països de l'anomenat Tercer Món.

## Història

### Abans de 1959
Fidel Castro va anticipar alguns dels elements del que després seria conegut com a castrisme en el seu llegendari al·legat de 1953, titulat La història m'absoldrà. En aquest discurs, pronunciat -com a advocat que era- en exercici de la seva autodefensa durant el procés judicial iniciat contra ell i els seus homes després del fracassat intent d'Assalt a la caserna Moncada del 20 de juliol de 1953, Castro va posar èmfasi en la necessitat de restablir la vigència de la Constitució cubana de 1940 (justament derogada pel dictador Fulgencio Batista), a més de proposar algunes reformes laborals i relatives a la distribució de la terra. En aquest al·legat, Castro va parlar del nacionalisme cubà, a més de la solidaritat i la igualtat social que havien de prevaler entre els seus compatriotes. Entre altres punts, Castro va fer referència a una llavors xifra de més d'1.000.000 de desocupats (en un país que en 1953 tenia una població total d'uns 6,1 milions), a més del fet que uns 2.500.000 habitants urbans pagaven una alta taxa de lloguer i que -a causa dels problemes d'habitatge- 400.000 persones vivien amuntegades a les ciutats i al camp. D'altra banda, va destacar que més de la meitat de les millors terres de l'illa es trobaven en mans de companyies estrangeres, en particular dels Estats Units, i que el 85% dels petits agricultors havia de pagar renda, estant permanentment exposats a la possibilitat de ser desallotjats de les terres que cultivaven. També va esmentar la preocupant alta taxa d'analfabetisme i el fet que un 90% dels nens que vivien en regions rurals del país estaven exposats als paràsits. En el posterior manifest que Castro publicaria, basat en aquell al·legat de defensa 1953, esmentaria, a més, el dret dels treballadors industrials urbans a rebre un 30% dels guanys generats per les empreses, percentatge que suggeria elevar fins a un 55% per als qui treballaven en els ingenis sucrers de l'interior de l'illa.

### 1959-1961: Primers anys de la Revolució cubana
Després del triomf de la Revolució, l'1 de gener de 1959, Fidel Castro va ser nomenat Primer Ministre de l'aleshores flamant govern revolucionari. És lògic que després d'haver assolit el pinacle del poder a l'illa, el nou líder tingués un gran interès a intentar portar a la pràctica els principis enunciats en aquell al·legat. Encara que alguns d'ells havien estat esmentats de manera més aviat vaga o genèrica, la pràctica de govern li aniria donant forma al que anys després seria conegut com a castrisme.
Durant el seu període inicial de govern, Castro va implementar diverses mesures socialitzants, però no explícitament marxistes, com la Llei de reforma agrària, promulgada el 17 de maig de 1959. A partir del primer viatge del llavors ministre soviètic Anastàs Mikoian el febrer de 1960, Cuba s'aniria acostant cada vegada més a l'òrbita de la Unió Soviètica (URSS). Després dels primers contactes diplomàtics entre els dos països, l'URSS va enviar a l'illa uns 500 consellers de parla espanyola.
A mesura que el nou govern cubà es consolidava, l'URSS va començar a tenir un cada vegada major interès a l'illa. Fins i tot el líder soviètic Nikita Khrusxov arribaria al temerari extrem d'instal·lar-hi míssils nuclears d'abast intermedi (MRBMs) el 1962, fet que va desencadenar la molt delicada i perillosa Crisi dels míssils cubans d'octubre d'aquell any.
D'ençà 1961, Fidel Castro va introduir cada vegada més idees de la ideologia marxista-leninista, les quals anirien donant forma al castrisme. Després que Castro declarés que la seva revolució era "socialista" es van començar a instaurar models de col·lectivització i altres pràctiques estatizants. L'educació i la salut haurien de ser gratuïtes, però l'Estat restringiria severament el flux d'informació, la llibertat de consciència i les organitzacions religioses dins de l'illa. Evidentment, Castro estava incorporant explícits principis soviètics a la legislació de la Cuba revolucionària.
Els llavors creixents crítics de Castro, cubans exiliats i estrangers, començarien a definir al seu govern com un "règim totalitari" a causa de bàsicament cinc punts: 1) Ideologia obligatòria per a tota la població; 2) Partit polític monolític al poder; 3) Policia política, que no només eventualment reprimia la delinqüència comuna (o "antisocial"), sinó la 'ideològica', empresonant els dissidents, que esdevenien així presos de consciència; 4) Monopoli absolut dels mitjans de comunicació de masses; 5) Economia gairebé tota estatitzada.
Durant els anys següents, Castro es dedicaria a consolidar la seva relació amb la Unió Soviètica, amb la qual obtindria un molt convenient tracte comercial inicial: a canvi de petroli els oferiria sucre, que els soviètics acabarien pagant a un preu més alt que l'internacional. El fet que les refineries d'origen nord-americà a Cuba es neguessin a refinar petroli va derivar en que Castro les expropiés, fet que va tensar encara més les relacions amb els Estats Units.

### Després de 1961
Al començament de la dècada de 1960, el govern de Castro estava cada vegada més enfrontat amb el govern dels Estats Units, enfrontament que (després de fracassada la Invasió de Bahía de Cochinos) va portar a la Crisi dels míssils cubans d'octubre 1962. En aquest ordre de coses és fins i tot lògic que Cuba s'integrés definitivament dins del Bloc de l'Est encapçalat per l'URSS. La distància de l'illa respecte de l'URSS li donava a Cuba un major marge de maniobra respecte dels soviètics. No obstant aquest avantatge, alguns detractors del règim de Castro consideraven Cuba com un "satèl·lit a control remot de l'URSS". Després de la seva desintegració, el mateix Castro ha afirmat que el fet que Cuba aconseguís sobreviure a l'URSS "demostrava que no es tractava d'un satèl·lit".
Per la seva banda, el Partit Unit de la Revolució Socialista de Cuba va donar lloc, a partir de l'1 d'octubre de 1965 a la fundació del Partit Comunista Cubà, el qual passaria a ser considerat com "la força dirigent de la societat i de l'Estat". Entre 1966 i 1967 va tenir lloc el major període d'agitació internacional del castrisme, després de les cimeres a l'Havana de l'Organització Llatinoamericana de Solidaritat, i de la Primera Conferència Tricontinental (la qual pretenia coordinar les accions dels moviments guerrillers marxistes a l'Amèrica Llatina, Àfrica i Àsia). Tanmateix, els soviètics no aprovaven del tot la idea inicial de Castro d'exportar la seva revolució, a la qual els primers van arribar a definir despectivament com "aventurisme revolucionari" (en particular, després del fracàs del la guerrilla de Che Guevara a Bolívia, que va derivar en l'execució sumària d'aquest últim pels militars d'aquest país).
El 1976 el règim cubà va introduir canvis a la seva Constitució, la qual va institucionalitzar els grans canvis produïts des del triomf de la Revolució cubana, i els principis marxistes-leninistes sobre els que aquesta es va acabar basant. Es va donar un estatus de iure a un procés històric que havia començat amb la victòria de la Revolució l'1 de gener de 1959 i que s'havia radicalitzat des de 1961. La Constitució es va reformar de nou el 1992, amb el començament de l'anomenat Període Especial en Temps de Pau, i també el 2002. La primera vegada s'havien introduït petits canvis, com que a partir de llavors "Els mitjans fonamentals de producció pertanyien al poble" (per mitjà de l'Estat, donant peu a certa inversió estrangera directa a l'illa). La segona, en canvi, va ser per afirmar taxativament que el "caràcter socialista de la Revolució és irreversible", en resposta al Projecte Varela.

## Resultats i influència internacional
Amb el pas dels anys, el castrisme aniria adquirint un pes i una entitat propis, que el diferenciarien davant d'altres variants de la praxi marxista històrica, com el leninisme pròpiament dit i el maoisme. Per exemple, no només ha pretès erigir-se com la consciència de la classe obrera, sinó també estendre's cap als estudiants i fins i tot cap als cristians de base i sacerdots del Tercer Món.
En general, la praxi del castrisme es va caracteritzar per tractar d'expressar el marxisme en termes llatinoamericans, i a la vegada va aconseguir una relació estreta amb els líders de l'extinta Unió Soviètica, en particular durant les tres dècades compreses entre 1961 i 1991. Moltes de les polítiques implementades per Castro estaven influenciades per la gran confiança que ell tenia respecte de l'incondicional suport soviètic, no tant des del punt de vista polític (no sempre amb el suport de Moscou), sinó des de l'econòmic. Amb relació a aquesta última dependència, Cuba arribaria a estar tan endeutada amb el seu llavors soci estratègic que el 7 de maig de 1990 el diari soviètic Izvestia va anunciar que el deute del govern castrista ascendia a 24.000 milions de dòlars. La contribució soviètica al sosteniment econòmic del règim castrista al llarg de 30 anys ha tingut un cost elevat (sobretot tenint en compte que, al marge de les seves grans reserves i producció de petroli, l'URSS no tenia grans reserves de divises fortes).
D'altra banda, poc temps després del col·lapse de la Unió Soviètica, Cuba va tornar al Moviment de Països No Alineats, organització de països del Tercer Món que el mateix Fidel Castro va tornar a presidir el 2006 (encara que aquesta vegada va ser aviat succeït en el càrrec pel seu germà Raúl Castro, president cubà en funcions executives des de mitjans d'aquell any).
Fins a cert punt també es pot asseverar que el castrisme va tenir una influència important en alguns països africans, com Angola i Etiòpia. En el cas angolès, Fidel Castro va enviar tropes regulars cubanes per participar del costat del MPAA a la Guerra Civil que va esclatar després de la independència d'aquest país de la metròpoli portuguesa. Respecte d'Etiòpia, els cubans van ajudar el sosteniment del règim marxista que, entre 1984 i 1991, va tenir lloc en aquesta nació del Banya d'Àfrica.
La projecció que encara té el castrisme a Amèrica Llatina ha estat confirmada durant els darrers anys (sobretot, abans d'abandonar definitivament el seu càrrec el 2006 a causa de problemes de salut), en què l'històric líder s'ha trobat en diverses cimeres de països al costat d'altres referents socialistes, com el veneçolà Hugo Chávez, el bolivià Evo Morales, i el salvadorenc Schafik Handal.

## Contradiccions

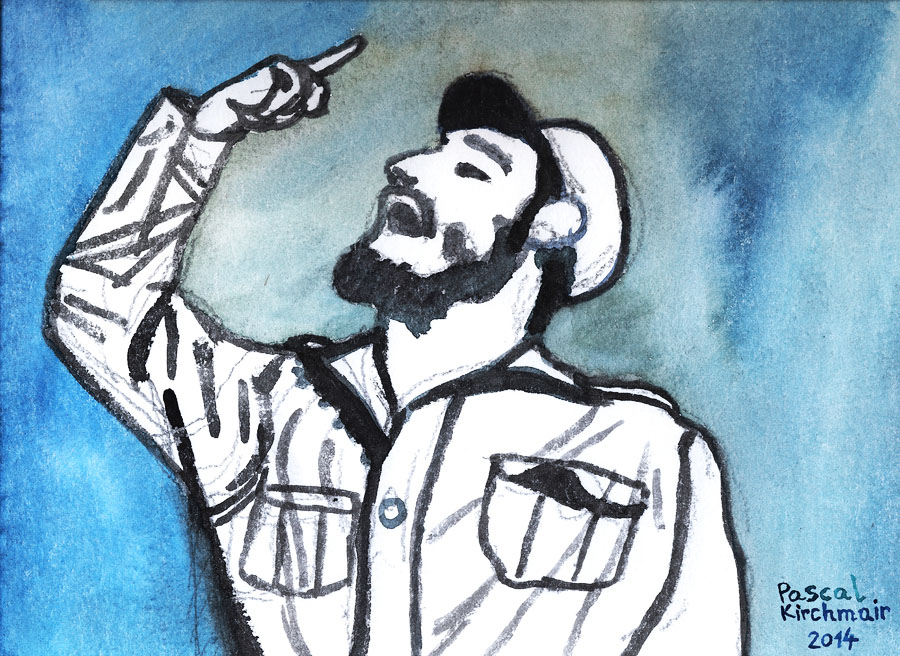

A partir dels seus discursos i accions, Fidel Castro sempre s'ha mostrat contrari a l'imperialisme. No obstant això, per òbvies raons mai no ha criticat el soviètic (de vegades anomenat "socialimperialisme" pels maoistes i trotskistes). Ja després de la invasió soviètica de l'antiga Txecoslovàquia, fet històric que seria conegut com a Primavera de Praga, Fidel Castro havia declarat públicament que "nosaltres no condemnem" (i seguidament ho va repetir). Aquesta posició dual històricament li ha portat alguns problemes de coherència al líder cubà. Per exemple, va donar suport a la invasió soviètica de l'Afganistan de 1979, la qual va ser clarament vista com a il·legítima per moltes de les nacions del Moviment de Països No Alineats, dels quals Cuba formava i forma part. És més, aquest suport va tenir lloc mentre el mateix Castro era el president d'aquest organisme.
No obstant això, des de posicions marxistes s'afirma que aquesta contradicció no existeix, ja que l'imperialisme des d'una perspectiva marxista-leninista no suposa simplement una política annexionista per part d'una potència, sinó l'etapa superior del capitalisme descrita per Lenin en els seus escrits (en particular en la seva obra de 1916 L'imperialisme, fase superior del capitalisme). Això enllaça amb tesis de diversos marxistes-leninistes com Ludo Martens que critiquen la teoria maoista del socialimperialisme soviètic.